# Joseph-von-Eichendorff-Denkmal (Nysa)

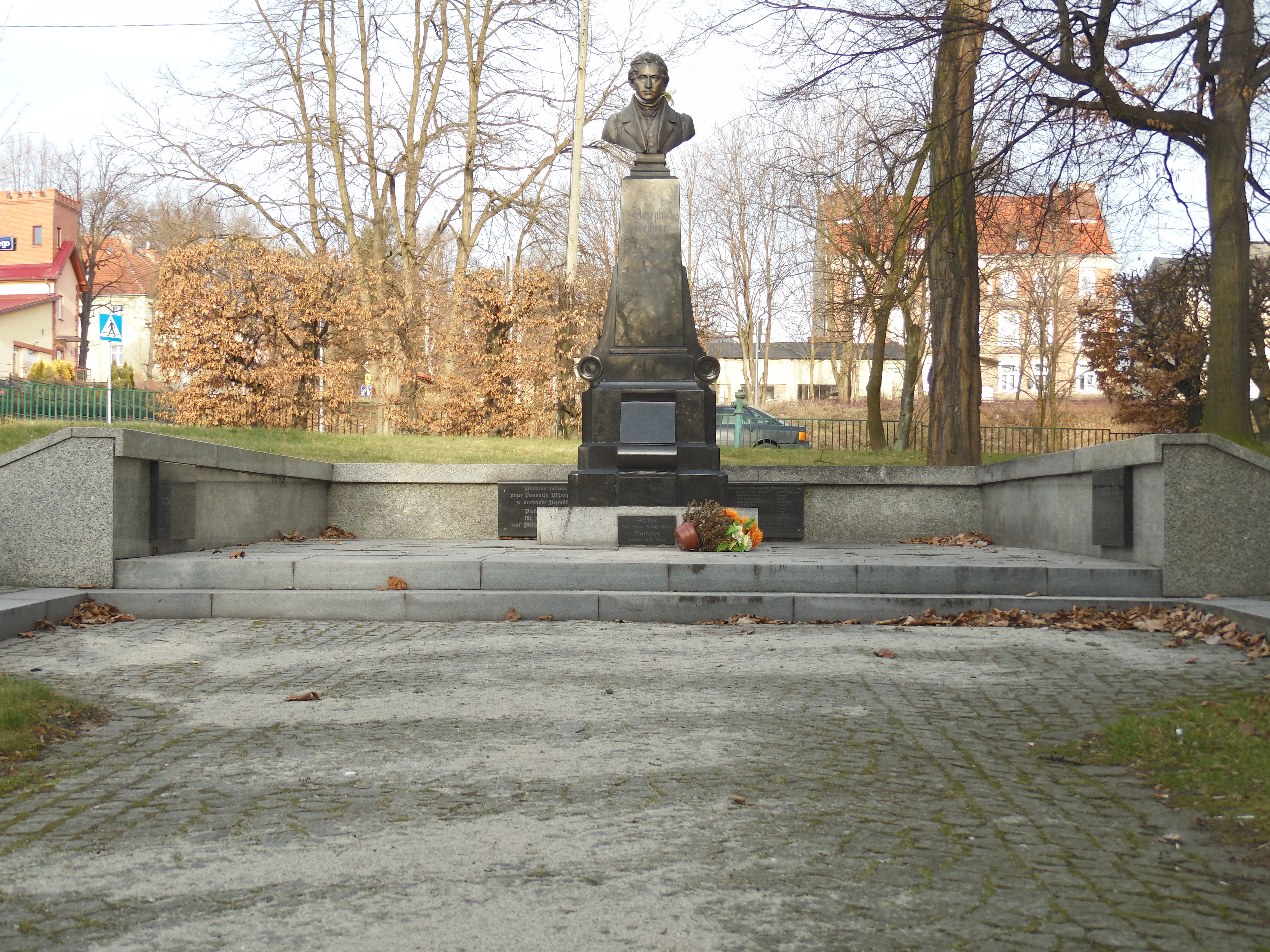
Eichendorff-Denkmal

Das Joseph-von-Eichendorff-Denkmal in Nysa (dt. Neisse) steht auf einer Grünfläche an der ul. Josepha von Eichendorffa.  

## Geschichte
Das Denkmal zu Ehren von Joseph von Eichendorff wurde im Jahr 1888 gegenüber seinem Wohnhaus zu seinem 100. Geburtstag aufgestellt. Das Denkmal wurde vom Bildhauer Ernst Seger geschaffen. Im Zweiten Weltkrieg wurde die Büste zum Schutz vor Zerstörung vom Sockel abgenommen und eingelagert. Nach 1945 wurde das Denkmal beseitigt. Das gegenüberliegende Sterbehaus von Eichendorff wurde durch Kriegseinwirkung zerstört. Die originale Büste befindet sich heute im Neisser Museum (Muzeum Powiatowe w Nysie).
An gleicher Stelle wurde am 20. Juni 2002 eine originalgetreue Kopie des vorherigen Denkmals enthüllt.